# Кампінський вугільний басейн
Кампінський вугільний басейн (Кампін) — розташований в Бельгії, на південному крилі Кампінської синкліналі.

## Характеристика
Продуктивна частина карбону складена різноманітними сланцями, іноді шарами пісковика, численними пластами і прошарками вугілля. Вугленосна товща являє мобою пологу монокліналь, яка порушена скидами. У бас. виявлено 82 пласта (включно з тонкими) вугілля, але тільки 6 мають потужність дещо більшу 1 м, рідко — до 2 м. Теплота згоряння палива — 33,6-35,0 МДж/кг, зольність вугілля 6-8 %, сірчистість вугілля 1,5-2,0 %, вологість 3-4 %, кількість летких речовин з глибиною зменшується з 31 до 13 %. Зона довгополуменевого, газового і жирного вугілля простягається вздовж південної межі басейну. Пісне вугілля локалізоване на півночі бас., в центральній зоні — проміжні марки, коксівне вугілля. Запаси вугілля басейну — 3800 млн т.